# Ashley Yoder
Ashley Elizabeth Yoder (20 de octubre de 1987, Indianápolis, Indiana, Estados Unidos) es una artista marcial mixta estadounidense que compite en la división de peso paja de Ultimate Fighting Championship (UFC).

## Primeros años
Yoder nació el 20 de octubre de 1987 en Indianápolis, Indiana, Estados Unidos. A los tres años, sus padres se divorciaron y ella y su hermano fueron criados por su madre. Durante sus años de instituto, Yoder participó en las actividades de animación, danza y compitió en atletismo. Asistió a la Universidad de Indiana y obtuvo dos licenciaturas en Justicia Penal y Estudios de la Diáspora Afroamericana.
Antes de empezar a luchar profesionalmente, Yoder trabajó como socorrista.

## Carrera en artes marciales mixtas

### Carrera temprana
El día que cumplió 18 años, Yoder perdió a su hermano en un accidente de coche, y dos años después falleció su primo. Comenzó a entrenar en MMA después de que un amigo la introdujera en el deporte de combate. Yoder no se enamoró de las artes marciales mixtas hasta que tuvo su primer combate. Antes de eso, utilizaba las MMA principalmente como un canal para descargar su ira por la pérdida de su hermano.
Yoder participó en la prueba del UFC The Ultimate Fighter 20, pero no pasó el corte para ser miembro del reparto. Volvió a intentar entrar en el programa en abril de 2016, probando para TUF 23. Yoder fue elegida para aparecer en esa temporada de TUF, y fue contratada por UFC a finales de ese año.
Yoder disputó la mayoría de sus combates en el circuito californiano bajo las promociones BAMMA USA, Invicta y Gladiator Challenge y acumuló un récord de 5-1 antes de unirse a la UFC.

### The Ultimate Fighter
Yoder compitió en la tarjeta de peso paja bajo el equipo de Joanna Jędrzejczyk en Ultimate Fighting Championship (UFC) en abril de 2016, produjo la serie de telerrealidad The Ultimate Fighter (TUF) 23, también conocido como The Ultimate Fighter: Team Joanna vs. Team Cláudia. Yoder se enfrentó a Jodie Esquibel en el primer asalto y superó a Esquibel y ganó el combate por decisión dividida. Yoder pasó a enfrentarse a Kate Jackson en la ronda de eliminación y perdió el combate por decisión unánime de (20-18, 20-18, 20-18).

### Ultimate Fighting Championship
Yoder hizo su debut promocional el 9 de diciembre de 2016 en UFC Fight Night: Lewis vs. Abdurakhimov en Albany, Nueva York contra Justine Kish. En el pesaje, Kish llegó con 116.4 libras, por encima del límite de peso paja de 116 libras, y se le impuso una multa del 20% de su salario a Yoder. Perdió el combate por decisión unánime, con un 29-28 en las tarjetas de puntuación.
Yoder se enfrentó a Angela Hill el 7 de julio de 2017 en la final de The Ultimate Fighter 25. Perdió el combate por decisión unánime.
Yoder se enfrentó a la recién llegada a la promoción Mackenzie Dern el 3 de marzo de 2018 en UFC 222. Perdió el combate por decisión dividida.
Yoder se enfrentó a Amanda Cooper el 10 de noviembre de 2018 UFC Fight Night: The Korean Zombie vs. Rodríguez. Ganó el combate por decisión dividida.
Yoder se enfrentó a Syuri Kondo el 22 de junio de 2019 en UFC Fight Night: Gustafsson vs. Smith. Ganó el combate por decisión unánime.
Yoder estaba programada para enfrentarse a Yan Xiaonan el 26 de octubre de 2019 en UFC Fight Night: Maia vs. Askren. Sin embargo, Yan se retiró del combate a finales de septiembre alegando una lesión en el pie. Fue sustituida por Randa Markos. Perdió el combate por decisión dividida.
Como primera pelea de su nuevo contrato de cuatro combates, Yoder se enfrentó a Livia Renata Souza el 15 de agosto de 2020 en UFC 252. Perdió el combate por decisión unánime.
Yoder se enfrentó a Miranda Granger el 14 de noviembre de 2020 en UFC Fight Night: Felder vs. dos Anjos. Ganó el combate por decisión unánime.
Yoder estaba programada para enfrentarse a Angela Hill en una revancha el 27 de febrero de 2021 en UFC Fight Night: Rozenstruik vs. Gane. Sin embargo, el día de la pelea se anunció que el combate se canceló debido a los protocolos de seguridad después de que uno de los esquineros de Yoder diera positivo por COVID-19. El combate fue reprogramado y tuvo lugar en UFC Fight Night: Edwards vs. Muhammad el 13 de marzo. Yoder perdió el combate por decisión unánime.
Yonder se enfrentó a Jinh Yu Frey el 31 de julio de 2021 en UFC on ESPN: Hall vs. Strickland. Perdió la pelea por decisión unánime.

## Vida personal
Yoder es un amante de los perros y tiene una perra llamada "Beth".

## Récord en artes marciales mixtas
| Resultado | Récord | Oponente           | Método                    | Evento                                       | Fecha                   | Ronda | Tiempo | Localización                 | Notas                                                            |
| --------- | ------ | ------------------ | ------------------------- | -------------------------------------------- | ----------------------- | ----- | ------ | ---------------------------- | ---------------------------------------------------------------- |
| Derrota   | 8-8    | Jinh Yu Frey       | Decisión (unánime)        | UFC on ESPN: Hall vs. Strickland             | 31 de julio de 2021     | 3     | 5:00   | Las Vegas, Nevada            |                                                                  |
| Derrota   | 8-7    | Angela Hill        | Decisión (unánime)        | UFC Fight Night: Edwards vs. Muhammad        | 13 de marzo de 2021     | 3     | 5:00   | Las Vegas, Nevada            |                                                                  |
| Victoria  | 8-6    | Miranda Granger    | Decisión (unánime)        | UFC Fight Night: Felder vs. dos Anjos        | 14 de noviembre de 2020 | 3     | 5:00   | Las Vegas, Nevada            |                                                                  |
| Derrota   | 7-6    | Lívia Renata Souza | Decisión (unánime)        | UFC 252                                      | 15 de agosto de 2020    | 3     | 5:00   | Las Vegas, Nevada            |                                                                  |
| Derrota   | 7-5    | Randa Markos       | Decisión (dividida)       | UFC Fight Night: Maia vs. Askren             | 26 de octubre de 2019   | 3     | 5:00   | Kallang                      |                                                                  |
| Victoria  | 7-4    | Syuri Kondo        | Decisión (unánime)        | UFC Fight Night: Moicano vs. Korean Zombie   | 22 de julio de 2019     | 3     | 5:00   | Greenville, Carolina del Sur |                                                                  |
| Victoria  | 6-4    | Amanda Cooper      | Decisión (dividida)       | UFC Fight Night: Korean Zombie vs. Rodríguez | 10 de noviembre de 2018 | 3     | 5:00   | Denver, Colorado             |                                                                  |
| Derrota   | 5-4    | Mackenzie Dern     | Decisión (dividida)       | UFC 222                                      | 3 de marzo de 2018      | 3     | 5:00   | Las Vegas, Nevada            |                                                                  |
| Derrota   | 5-3    | Angela Hill        | Decisión (unánime)        | The Ultimate Fighter: Redemption Finale      | 7 de julio de 2017      | 3     | 5:00   | Las Vegas, Nevada            |                                                                  |
| Derrota   | 5-2    | Justine Kish       | Decisión (unánime)        | UFC Fight Night: Lewis vs. Abdurakhimov      | 9 de diciembre de 2016  | 3     | 5:00   | Albany, Nueva York           |                                                                  |
| Victoria  | 5-1    | Amber Brown        | Sumisión (barra de brazo) | Invicta FC 20: Evinger vs. Kunitskaya        | 18 de noviembre de 2016 | 2     | 2:31   | Kansas City, Misuri          | Combate de peso acordado (117 libras), Yoder no alcanzó el peso. |
| Victoria  | 4-1    | Angela Danzig      | Sumisión (barra de brazo) | BAMMA USA: Badbeat 17                        | 2 de octubre de 2015    | 1     | 4:50   | Commerce, California         |                                                                  |
| Victoria  | 3-1    | Liz Tracy          | Decisión (dividida)       | BAMMA USA: Badbeat 16                        | 9 de junio de 2015      | 3     | 5:00   | Commerce, California         | Combate de peso acordado (118 libras).                           |
| Victoria  | 2-1    | Misha Nassiri      | Sumisión (barra de brazo) | BAMMA USA: Badbeat 14                        | 9 de enero de 2015      | 1     | 1:02   | Commerce, California         |                                                                  |
| Derrota   | 1-1    | Maria Rios         | Decisión (unánime)        | BAMMA USA: Badbeat 13                        | 10 de octubre de 2014   | 3     | 3:00   | Commerce, California         |                                                                  |
| Victoria  | 1-0    | Catalina Madril    | Sumisión (barra de brazo) | Gladiator Challenge: Uprising                | 1 de febrero de 2014    | 1     | 0:15   | San Jacinto, California      |                                                                  |